# Historias mínimas
Historias mínimas es una película argentina dramática y road movie de 2002 dirigida y escrita por Carlos Sorín. El guion también tuvo la colaboración de Pablo Solarz. Estuvo protagonizada por Javier Lombardo, Antonio Benedictti y Javiera Bravo. La música estuvo a cargo de Nicolás Sorín y la fotografía de Hugo Colace.
Se basa en tres historias individuales pero entrelazadas de personas comunes y corrientes que se esfuerzan por lograr sus objetivos. Fue filmada en la provincia de Santa Cruz, en la Patagonia argentina, específicamente en las localidades de Fitz Roy, Puerto San Julián y Caleta Olivia. La película captura muchos pequeños detalles que hacen una descripción realista y conmovedora de la vida en el sur de Argentina.
Desde su lanzamiento, la película recibió buena acogida por parte del público y la crítica, motivo por el cual obtuvo premios nacionales e internacionales como ser el Premio Goya en la categoría de Mejor película Iberoamericana.

## Sinopsis
Tres personajes recorren las carreteras de la Patagonia. Cada uno viaja por su cuenta pero como sucede en las desérticas rutas, sus historias y sus ilusiones se entrecruzan en los escasos paradores.
- Don Justo

Don Justo, de 80 años, pasa sus días sentado a la puerta del almacén de Ramos Generales entreteniendo con sus morisquetas a los niños de Fitz Roy. Tres años atrás, manejando en la ruta, el sol lo encandiló y atropelló a un perro. Se acobardó y lo dejó en el camino. Su propio perro “Malacara”, que viajaba con él, no se lo perdonó. “Malacara me miró”, recuerda Don Justo, “y esa misma noche me abandonó”. Han pasado tres años desde entonces. Un vecino le comenta que ha visto a “Malacara” en Puerto San Julián, a 300 km de donde vive. Don Justo decide entonces lo que para sus familiares no es más que una loca idea, propia de su edad avanzada. Saldrá a la ruta solo, al encuentro de ese perrito que, aunque de aspecto insignificante, alberga lo más íntimo, lo más esencial de su dueño. 
- Roberto

Roberto, de 40 años, es viajante de comercio. Lleva recorridos miles de kilómetros a bordo en su Renault 12. En San Julián vive una clienta y a la vez, la dama de sus pensamientos. Es viuda y tiene un hijo. La torta que encargó con forma de pelota de fútbol es para regalarle a su hijo el día de su cumpleaños. Encerrado en la duda, para esquivar la angustia se refugia en la imposibilidad. Deberá hacer algo con su obsesividad y sus celos paranoides, que ya le habían costado un fracaso sentimental.
- Maria

María Flores, de 25 años, es una joven madre que también vive en Fitz Roy y debe viajar al Puerto San Julián para concursar en un programa de televisión por el premio mayor: una multiprocesadora. "Para qué puede servirle si en su casa no tiene electricidad", argumenta una competidora buscando convencerla de que acepte a cambio un set de maquillaje. Imprevistamente, la joven deberá elegir entre la sofisticación y la secreta intimidad de su condición femenina, largamente postergada. En la escena final, a bordo del ómnibus que la lleva de vuelta a casa, la joven se entretiene con su adquisición. Despliega el contenido de la caja de cosméticos (que también tiene forma de tortuga) y se mira al espejo.

## Temas
La película consiste en una serie de historias narradas mediante varios personajes que se cruzan sin darse cuenta en el Puerto San Julián. Al mismo tiempo estas historias se concentran en las "cosas pequeñas" de la vida, que en esta película parecen más pequeñas aún frente al inmenso paisaje patagónico donde se ambienta la trama. Sin embargo, los temas sociales, económicos y culturales son de gran significancia.

## Reparto
- Javier Lombardo (Roberto)
- Antonio Benedictti (Don Justo Benedictti)
- Javiera Bravo (María Flores)
- Julia Solomonoff (Julia)
- Laura Vagnoni (Estela)
- Enrique Otranto (Carlos)
- Mariela Díaz (Amiga de María)
- María Rosa Cianferoni (Ana)
- María del Carmen Jiménez (Panadera)
- Argentina Ramona Albarracín (Doctora)
- César García (César García)
- Armando Grimaldi (El mesero)
- Mario Splanguño (Panadero)
- Rosa Valsecchi (Panadera #2)
- Aníbal Maldonado (Fermín)
- Carlos Montero (Losa)
- Silvina Fontelles  (Gorda)
- Pedro Andrada (Driver)
- Francis Sandoval (Hija de María)

## Producción
El director Sorín comentó en una entrevista "Yo ya no quería trabajar con personajes épicos, grandiosos, locos. Quería un registro mucho más minimalista y realista, quizás influido por unas corrientes cinematográficas como el cine iraní en su momento. Un cine de gente muy simple, y en el que a través de abordar pequeñas cosas uno puede hablar de cosas importantes aún sin plantearlo. Me dije que era interesante hacer historias casi triviales aunque ninguna historia es trivial, depende cómo esta contada. En todo caso no es trivial para el personaje. Creo que en ese nivel la gente siente a los personajes de las historias de igual a igual".
Sorín reconoce que "la otra decisión riesgosa es haber trabajado sin actores. Hay muchos de ellos que jamás estuvieron delante de una cámara, ni se subieron a un escenario. Trabajamos con la idea de que ellos hagan de sí mismo para que la película tenga una impronta documental".
La Patagonia es para Carlos Sorín una obsesión más. "En la Patagonia me siento bien, es como mi escenario, me siento cómodo con esa cosa ríspida, áspera, que ofrece tantas dificultades para filmar. Hay que desplazarse centenares de kilómetros, el clima es tremendo, los vientos intolerables. Todo es difícil. Pero eso es lo que más me atrae porque sería incapaz de filmar en un estudio. Una de mis más poderosas atracciones es el realismo. Puedo llegar adonde quiera pero a través del realismo".

## Lanzamiento
La película se presentó por primera vez en el Festival Internacional de Cine de San Sebastián , España el 26 de septiembre de 2002, y se estrenó en Argentina el 24 de octubre de 2002.
Apareció en varios festivales de cine, incluido el Festival Internacional de Cine de Róterdam ; el Festival de Cine de América Latina, Polonia ; el Festival de Cine de Karlovy Vary , República Checa ; el Festival Internacional de Cine de Copenhague , Dinamarca ; el Festival Internacional de Cine de Bergen , Noruega ; el Festival de Cine Español, Filipinas ; Festival de Cine de La Habana , Cuba ; el Festival de Cine de Cartagena , Colombia ; Festróia - Festival Internacional de Cine de Tróia , Portugal; el Festival Internacional de Cine de Friburgo, Suiza ; el Festival Internacional de Cine de Tromsø , Noruega , y el Festival Internacional de Cine de Uruguay, Uruguay .
En los Estados Unidos se proyectó en el Festival de Cine de Sundance en enero de 2003 y luego se estrenó en la ciudad de Nueva York el 4 de marzo de 2005.

## Recepción

### Crítica
Tom Dawson, crítico de cine de la BBC, escribió: "Paisajes patagónicos con la modestia de las aspiraciones de sus personajes, Sorín ha elaborado un retrato atractivo de esta región remota, donde la televisión proporciona a los habitantes su principal vínculo con el resto del mundo. Interpretado de manera convincente por Con un elenco mayoritariamente no profesional, Historias mínimas es una prueba más de la diversidad y fuerza del cine argentino contemporáneo".
A Ed Gonzales, crítico de Slant Magazine , le gustó el trabajo de dirección de Carlos Sorín, y la película le recordó a algunos directores estadounidenses bien considerados : "Es la narrativa entrecruzada y el sentido de comunidad de la película lo que recuerda a los Atajos de Altman , pero la búsqueda de La iluminación y la textura poética de las imágenes de Sorín evocan de manera similar The Straight Story de Lynch . Silenciosa y sin pretensiones, el humanismo de la película no es precisamente de confrontación, pero no obstante es intenso" 

### Premios
- 2002, San Sebastián International Film Festival: FIPRESCI Prize - Special Mention (Carlos Sorín), SIGNIS Award - Special Mention	(Carlos Sorín) y Special Prize of the Jury (Carlos Sorín)
- 2002, Havana Film Festival: Grand Coral - Second Prize (Carlos Sorín) y Martin Luther King Memorial Center Award (Carlos Sorín)
- 2003, Asociación de Críticos Cinematográficos de Argentina: Cóndor de Plata por Mejor Director (Carlos Sorín), Mejor Película, Mejor Música (Nicolas Sorín), Mejor Revelación Masculina (Antonio Benedicti), Mejor Guion Original (Pablo Solarz), Mejor Dirección Artística (Margarita Jusid), Mejor Fotografía (Hugo Colace) y Mejor Sonido (Carlos Abbate y José Luis Díaz)
- 2003, Cartagena Film Festival: Special Jury Prize (Carlos Sorín)
- 2003, Festróia - Tróia International Film Festival: Golden Dolphin (Carlos Sorín)
- 2003, Fribourg International Film Festival: Grand Prix (Carlos Sorín)
- 2003, Los Angeles Latino International Film Festival: Mejor Película
- 2003, Tromsø International Film Festival: Aurora Award - Special Mention (Carlos Sorín)
- 2003, Festival Internacional de Cine del Uruguay: Mejor Película
- 2003, Uruguayan Film Critics Association: Mejor Película Hispanoamericana
- 2004. Premios Goya: Goya a la Mejor Película Extranjera de Habla hispana.